# Nemestrinus hermanni
Nemestrinus hermanni är en tvåvingeart som beskrevs av Robert W. Lichtwardt 1909. Nemestrinus hermanni ingår i släktet Nemestrinus och familjen Nemestrinidae.
Artens utbredningsområde är Algeriet. Inga underarter finns listade i Catalogue of Life.